# La Bassa Roja
La Bassa Roja és una zona humida situada a la vall de Secà, en una riera força ampla i suau que no ha estat conreada i conserva encara hàbitats naturals en un entorn molt transformat per l'agricultura. Ocupa una superfície de 5,67 Ha.
Pel que fa a la vegetació, a la zona apareix un matollar halonitròfil de siscall (Salsola vermiculata) i salat blanc (Atriplex halimus) a les parts més seques, amb alguns limòniums, mentre que a les parts més humides creix un extens canyissar. També hi ha un petit clap de tamarius.
En aquesta zona s'ha identificat l'hàbitat d'interès comunitari 1430 Matollars halonitròfils (Pegano-Salsoletea). Pot considerar-se que el petit clap de tamarius forma una petita mostra de l'hàbitat 92D0 Bosquines i matollars meridionals de rambles, rieres i llocs humits (Nerio-Tamaricetea).
Pel que fa a la fauna, a la zona es coneix la nidificació de balquer (Acrocephalus arundinaceus) i esparver cendrós (Circus pygargus). És una àrea d'elevat interès per a la nidificació i refugi de l'arpella, d'altres rapinyaires i d'altres espècies d'ocells característics de zones humides. A més, pot tenir interès per les seves poblacions d'amfibis.
A la part nord-oest hi ha un abocador de residus incontrolat, amb tota mena de deixalles i grans munts de terres que afavoreixen la dessecació del canyissar. La zona experimenta cremes periòdiques i està sotmesa a un risc d'eutrofització i contaminació de les aigües. A més, també presenta un risc de desaparició per l'expansió dels conreus circumdants.